# Clark Mills
Clark Mills foi um desenhista e construtor de barcos nativo dos Estados Unidos da América, conhecido por ter desenhado barcos como o Optimist e o Windmill.

## Biografia
Em 1947, na Flórida, desenhou pela primeira vez um optimist, uma classe de barco a vela idealizada para assemelhar-se aos carrinhos de rolimã - facéis de manobrar e barato.
Deixava de haver corridas para passar a haver regatas. A prática desta modalidade foi rapidamente divulgada e alargada em todos os Estados Unidos com bastante sucesso.
O optimist é trazido para a Europa em 1954, através de um arquitecto dinamarquês chamado Axel Damgaard, que veio a conhecer o barco durante uma visita aos Estados Unidos. Não demorou muito, e a modalidade tornou-se largamente conhecida e divulgada em todos os países da Escandinávia.